# Terphenyle
Die Terphenyle bilden eine Stoffgruppe, die aus einem zentralen Benzolring und zwei miteinander verbundenen Phenylresten und damit aus drei Phenylringen bestehen. Durch deren unterschiedliche Anordnung der Phenylreste ergeben sich drei Konstitutionsisomere. Als kommerziell erhältliches Produkt Terphenyl stellt es eine Mischung der drei Isomere dar.

## Vertreter
| Gefahrensymbol | Gefahrensymbol |

| Gefahrensymbol | Gefahrensymbol |

| Gefahrensymbol | Gefahrensymbol |

## Verwendung
Das am weitesten verbreitete Terphenyl ist p-Terphenyl, welches als Farbstoff (z. B. als Dotierung von Terrylen), als Lasermaterial (z. B. für Excimerlaser mit einem Fluoreszenzmaximum bei 343 nm), als Szintillationszähler und in Sonnencremes verwendet wird. o-Terphenyl wird als Synthesechemikalie verwendet. Die von den Terphenylen durch Suzuki-Kupplung abgeleiteten polychlorierten Terphenyle (PCT) weisen ähnliche physikalisch-chemische Stoffeigenschaften auf wie die polychlorierten Biphenyle (PCB) und wurden unter anderem als Wärmetauscher und Dielektrikum in Transformatoren eingesetzt.